# 中赤道州
中赤道州（英語：Central Equatoria）舊稱傑貝勒河州（英語：Bahr al Jabal），是南苏丹的10个州之一，位於該國南部，南鄰烏達和剛果民主共和國。面积22,956平方千米，人口為334,827人（2006年），首府朱巴，下分6縣。
第二次蘇丹內戰後由南蘇丹管理。